# Hypaspiste

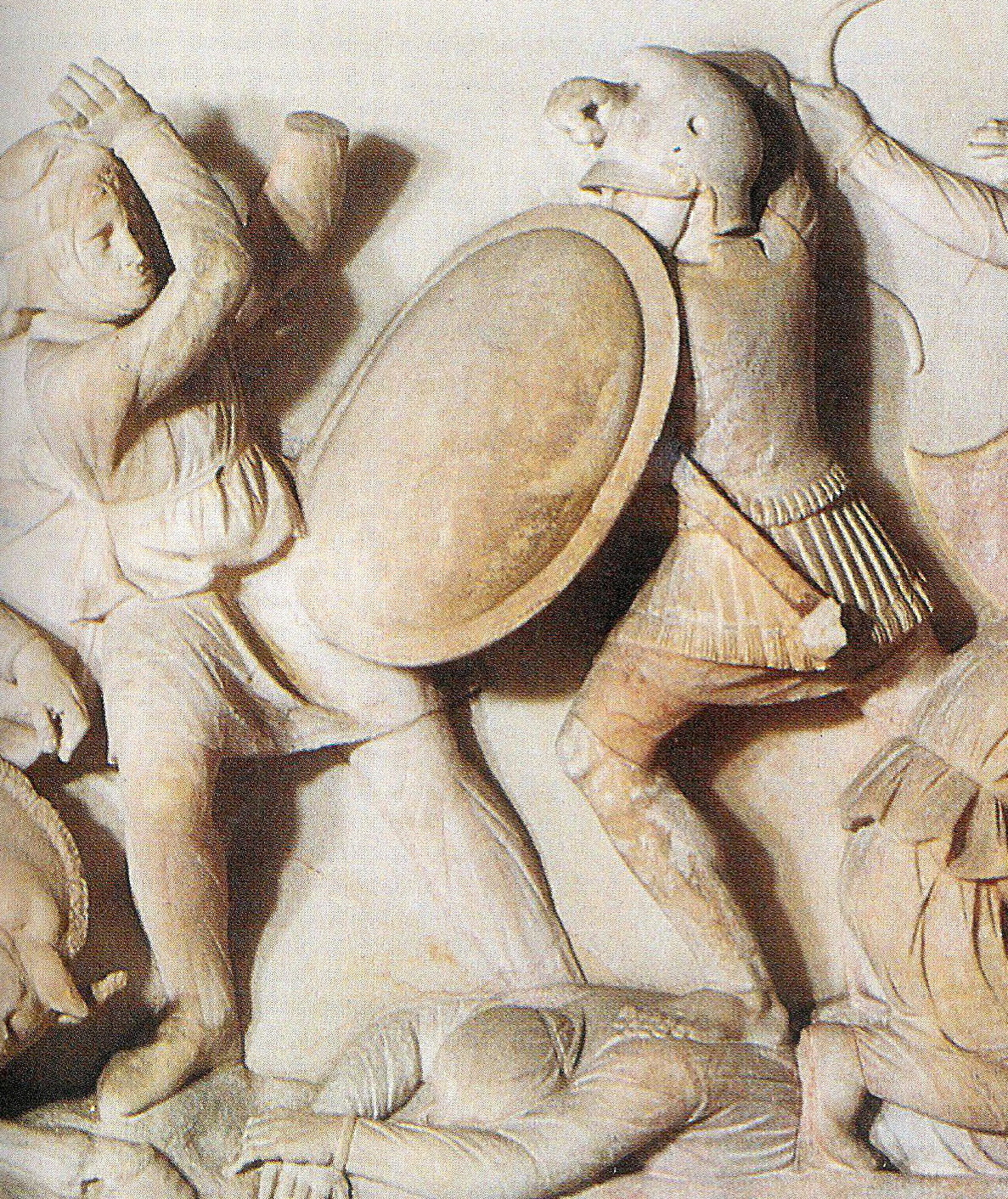
Hypaspiste, sarcophage d'Alexandre. Il porte un bouclier (aspis), un linothorax et un casque phrygien.

Un hypaspiste (en grec ancien Ὑπασπιστής / hypaspistès) ou « porte-bouclier » est un fantassin d'élite dans l'armée macédonienne sous Philippe II et Alexandre le Grand et à l'époque des monarchies hellénistiques. Sur le champ de bataille, les hypaspistes sont traditionnellement disposés à droite de la phalange et font la jonction avec la cavalerie des Compagnons. Ils sont appelés argyraspides probablement à partir de 327 av. J.-C.

## Au temps de Philippe II et d'Alexandre

### Origines et composition
À l'origine valets d'armes des nobles macédoniens, leur nom complet est « porte-boucliers des Compagnons ». Cependant Philippe II, afin de réduire le train de vie de ces derniers, les oblige à porter eux-mêmes leurs armes et leurs vivres[réf. nécessaire]. À la suite de cette réforme, les hypaspistes, recrutés parmi les jeunes nobles macédoniens, forment une unité d'environ 3 000 hommes divisée en six lochoi (bataillons)'. Ils sont commandés jusqu'en 330 av. J.-C. par Nicanor, fils de Parménion et frère de Philotas ; après cette date, ils sont regroupés en trois chiliarchies de 1 000 hommes chacune.
Les hypaspistes du premier bataillon, sélectionnés en fonction de leur taille, forment la garde royale (agéma) ; ils sont connus sous l'appellation de basilikoi hypaspistai (« porteurs de bouclier royaux »). Leur chef (hègémon) porte les armes du roi, en particulier le bouclier sacré d'Achille démonté du temple d'Athéna à Troie. Ils gardent les appartements du roi et occupent une place d'honneur dans l'ordre de bataille ; mais il convient de ne pas les confondre avec les sômatophylaques, les gardes du corps du roi.
Probablement au début de la campagne d'Inde en 327 av. J.-C., les hypaspistes prennent le nom d'argyraspides (ou « boucliers d'argent »).

### Équipement
La nature de leur équipement, qui varie probablement selon les époques et les situations, est sujette à caution, la question principale étant de savoir s'ils sont armés durant la bataille d'une sarisse ou d'une lance plus courte (doratia), ce qui parait plus probable. Comme les premiers phalangites macédoniens, ils ne porteraient à l'origine pas de cuirasse, excepté peut-être les officiers, et seraient dotés du couvre-chef national macédonien, la causia, à large rebord fait de feutre ou de cuir. Au fil des conquêtes, ils auraient porté un casque métallique, souvent de forme conique à large rebord avec visière, couvre-nuque et couvre-joues (cômos), une cuirasse (chitôn) de feutre ou de cuir, des jambières (cnémides) en métal et un bouclier court (ou aspis) d'un diamètre compris entre 45 cm et 60 cm qui leur aurait permis de porter éventuellement la sarisse, ou un bouclier plus large à l'image de celui des hoplites. Ils seraient par ailleurs armés d'une épée courte (machaira) qui ne frappe que d'estoc.

### Rôle tactique et missions
De par leur armement et leur puissance de choc, les hypaspistes s'apparentent à de l'infanterie lourde, tout en étant en plus mobiles que la phalange. Les sources mentionnent de nombreuses missions confiées à des hypaspistes afin qu'ils mènent des marches forcées ou des attaques rapides.
Sur le champ de bataille, le rôle des hypaspistes est de servir de chaînon entre la cavalerie des Compagnons et la phalange dont ils protègent le flanc droit, ce qui est une position honorifique puisque traditionnellement l'armée macédonienne lance sur ce flanc l'assaut décisif. Ainsi lorsque la cavalerie s'avance, ce sont les hypaspistes qui doivent occuper rapidement le terrain en précédant l'infanterie lourde.

## À l'époque hellénistique

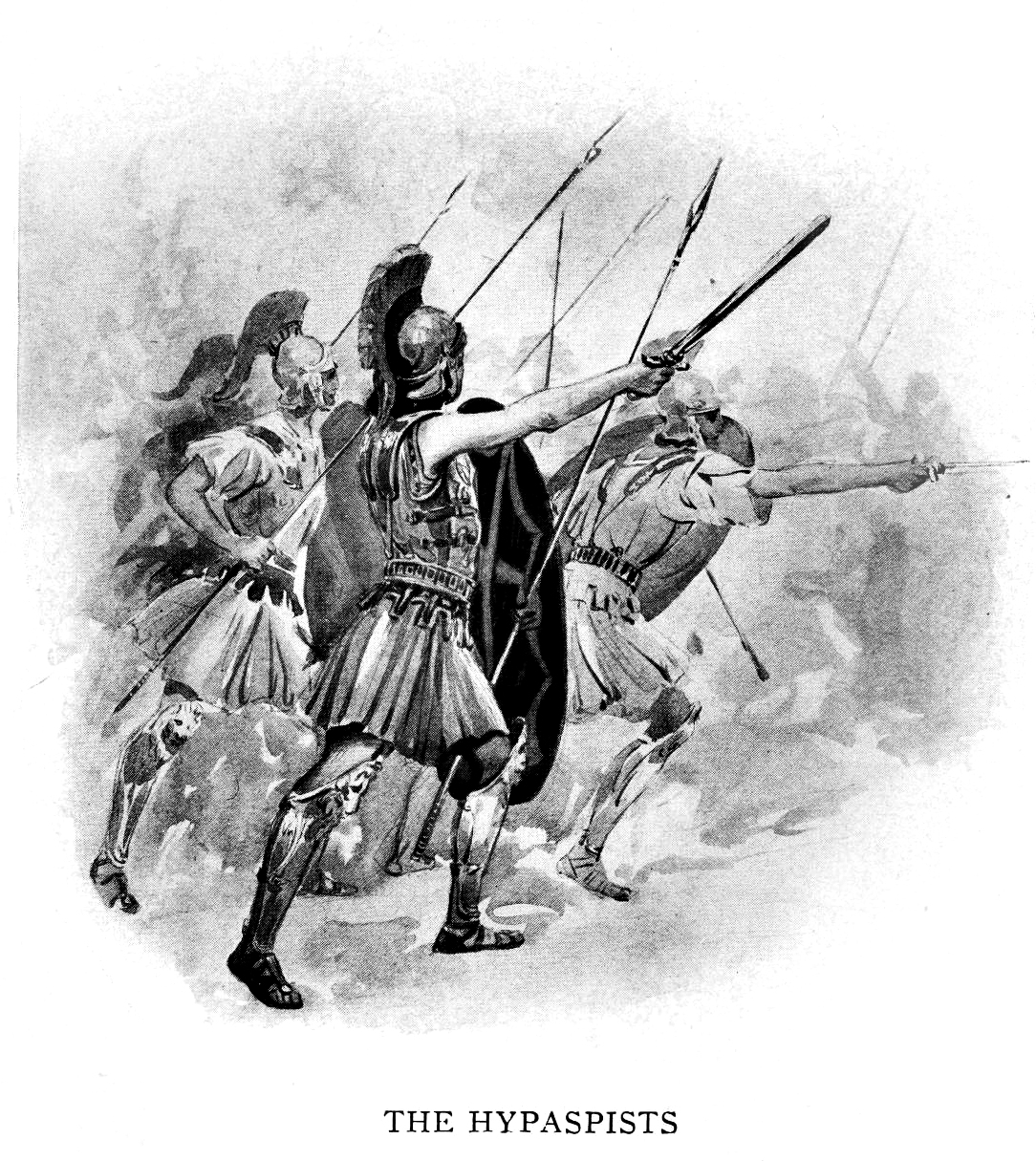
Illustration d'hypaspistes, 1913.

Les hypaspistes disparaissent en tant qu'unité combattante puisqu'ils sont reconnus sous le terme d'argyraspides à la fin du règne d'Alexandre. Dans le royaume antigonide, les hypaspistes ne correspondent désormais qu'aux seuls gardes du corps directs du roi. L'une de ces unités est ainsi mentionnée à la fin de la bataille de Cynoscéphales selon Polybe : un hypaspiste est chargé par Philippe V d'aller brûler les archives royales à Larissa. Pour autant un contingent de 2 000 à 3 000 fantassins d'élite constitue la garde royale (agéma) sur le modèle des hypaspistes. Ils sont appelés peltastes par Polybe et Tite-Live probablement parce qu'ils utilisent une péltê.
Des hypaspistes sont aussi parfois mentionnés dans l'armée séleucide. Mais il pourrait s'agir d'une confusion des auteurs anciens avec les argyraspides, ou alors ces troupes constitueraient le bataillon de la garde personnelle du roi comme le laisse à penser le compte-rendu de la bataille de Panion par Polybe : Antiochos III dispose les hypaspistes comme fantassins lourds en deuxième ligne, couvrant la phalange rangée en troisième ligne.
Chez les Lagides, des hypaspistes sont mentionnés, en tant que garde à pied, à la bataille de Raphia durant laquelle Ptolémée IV les déploie avec les peltastes contre la phalange séleucide.
Les officiers des hypaspistes servent comme aides de camp auprès de souverains hellénistiques, tels Philippe V lors de son expédition en Grèce en 217 av. J.-C., Antiochos III durant les guerres de Syrie en 200, Ptolémée IV dans son palais d'Alexandrie, en 204 et Ptolémée V en 197. Leurs chefs sont parfois chargés de missions délicates : Antiochos III charge le chef des hypaspistes, à la tête de l'agéma, de prendre la citadelle de Sardes en 214 ; après sa défaite à Cynoscéphales, en 197, Philippe V charge un officier des hypaspistes de se rendre à Larissa afin de faire disparaître le courrier royal. ; en 196 le régent du royaume lagide, Aristoménès, charge des hypaspistes d'exécuter le général mercenaire, Scopas d'Étolie.
Les hypaspistes entretiennent des relations tumultueuses avec certains souverains hellénistiques. Ainsi, ils contestent les ordres de Philippe V et revendiquent également une part plus importante du butin. En 217, ils se mutinent avec les peltastes contre Philippe V.